# F**kin' Perfect
"F**kin' Perfect" (ook bekend als Fuckin' Perfect en Perfect) is een single van Pink uit 2010. 

## Achtergrondinformatie
Het nummer heeft in Nederland en Vlaanderen in de top 40 gestaan. Er bestaat twee versies van het lied. In de originele versie hoort men P!nk "Fucking Perfect" zingen terwijl er in de gecensureerde versie in plaats van "Fucking Perfect" "You Are Perfect" of "Less Than Perfect" wordt gezongen.

## Videoclip
De clip van het lied begint met een man en een vrouw die in bed liggen en seks hebben. De vrouw kijkt naar een versleten teddybeer. Dan begint het lied. We gaan terug in de tijd toen de vrouw een klein meisje was en een jongen de teddybeer van haar afpakte. Het meisje begint klappen uit te delen bij de jongen voordat ze tegengehouden kan worden door haar leerkracht. In een andere scène is ze iets ouder en kijkt naar een feestje met een opblaasbaar kasteel. Twee kinderen zitten buiten het kasteel, en kijken naar een raam. Het meisje gaat onmiddellijk naar beneden en zit verdrietig op de grond. Vervolgens is het meisje een tiener geworden en heeft ruzie met haar moeder over de kleding die ze draagt. Op school krijgt ze een "F" op haar test. Ze wordt kwaad en verandert de F in een enge F met een grote mond en veel puisten. Dan vernielt ze allerlei wc-hokjes met de woorden "Skinny bitches", terwijl ze drugs slikt en jaloers kijkt ze naar meisjes in de badkamer. Vervolgens is ze volwassen geworden. Ze bespioneert twee jonge vrouwen die jurken willen passen in een kledingwinkel. Dan steelt ze een jurk en wordt meteen gepakt, en uit de winkel gegooid. Een van de vrouwen maakt hier een foto van op haar mobiele telefoon. Vervolgens zit ze op een weegschaal. De volgende scène toont de vrouw liggend in bad, met het woord "Perfect" in haar arm gesneden met een scheermes. Terwijl ze in bad ligt, vinden haar ogen dezelfde teddybeer als uit haar jeugd. Ze staat op en snijdt enkele lange haren af, terwijl ze snikkend in de spiegel kijkt. Op het einde van de clip wordt de vrouw afgebeeld als kunstenares. Ze wordt een succesvol schilder en haar werk wordt getoond in een tentoonstelling. P!nk komt in beeld en heft haar glas naar haar. Het meisje glimlacht en heft haar glas terug. Zo proosten ze. Op de tentoonstelling ontmoet ze de man met wie ze in bed lag. Terug naar het heden houdt de man haar vast en beide lachen ze. Ze komt uit bed en legt de teddybeer uit haar jeugd in de kamer van haar dochter.

## Tracklijst
| Nr. | Titel                | Duur |
| --- | -------------------- | ---- |
| 1.  | Fuckin' Perfect      | 3:33 |
| 2.  | Whataya Want from Me | 3:46 |
| 3.  | Perfect              | 3:33 |

| Nr. | Titel                | Duur |
| --- | -------------------- | ---- |
| 1.  | F**kin' Perfect      | 3:33 |
| 2.  | Whataya Want From Me | 3:46 |

| Nr. | Titel                       | Duur |
| --- | --------------------------- | ---- |
| 1.  | F**kin' Perfect             | 3:33 |
| 2.  | Whataya Want From Me        | 3:46 |
| 3.  | Perfect                     | 3:33 |
| 4.  | F**kin' Perfect (videoclip) | 4:07 |

## Hitnoteringen

### Nederlandse Top 40
| Hitnotering: 01-01-2011 t/m 23-04-2011 | Hitnotering: 01-01-2011 t/m 23-04-2011 | Hitnotering: 01-01-2011 t/m 23-04-2011 | Hitnotering: 01-01-2011 t/m 23-04-2011 | Hitnotering: 01-01-2011 t/m 23-04-2011 | Hitnotering: 01-01-2011 t/m 23-04-2011 | Hitnotering: 01-01-2011 t/m 23-04-2011 | Hitnotering: 01-01-2011 t/m 23-04-2011 | Hitnotering: 01-01-2011 t/m 23-04-2011 | Hitnotering: 01-01-2011 t/m 23-04-2011 | Hitnotering: 01-01-2011 t/m 23-04-2011 | Hitnotering: 01-01-2011 t/m 23-04-2011 | Hitnotering: 01-01-2011 t/m 23-04-2011 | Hitnotering: 01-01-2011 t/m 23-04-2011 | Hitnotering: 01-01-2011 t/m 23-04-2011 | Hitnotering: 01-01-2011 t/m 23-04-2011 | Hitnotering: 01-01-2011 t/m 23-04-2011 | Hitnotering: 01-01-2011 t/m 23-04-2011 | Hitnotering: 01-01-2011 t/m 23-04-2011 |
| Week:                                  | 1                                      | 2                                      | 3                                      | 4                                      | 5                                      | 6                                      | 7                                      | 8                                      | 9                                      | 10                                     | 11                                     | 12                                     | 13                                     | 14                                     | 15                                     | 16                                     | 17                                     |                                        |
| -------------------------------------- | -------------------------------------- | -------------------------------------- | -------------------------------------- | -------------------------------------- | -------------------------------------- | -------------------------------------- | -------------------------------------- | -------------------------------------- | -------------------------------------- | -------------------------------------- | -------------------------------------- | -------------------------------------- | -------------------------------------- | -------------------------------------- | -------------------------------------- | -------------------------------------- | -------------------------------------- | -------------------------------------- |
| Positie:                               | 23                                     | 15                                     | 13                                     | 13                                     | 12                                     | 12                                     | 8                                      | 6                                      | 6                                      | 7                                      | 12                                     | 14                                     | 16                                     | 19                                     | 20                                     | 28                                     | 35                                     | uit                                    |

### NederlandseSingle Top 100
| Hitnotering: 01-01-2011 t/m 07-05-2011 | Hitnotering: 01-01-2011 t/m 07-05-2011 | Hitnotering: 01-01-2011 t/m 07-05-2011 | Hitnotering: 01-01-2011 t/m 07-05-2011 | Hitnotering: 01-01-2011 t/m 07-05-2011 | Hitnotering: 01-01-2011 t/m 07-05-2011 | Hitnotering: 01-01-2011 t/m 07-05-2011 | Hitnotering: 01-01-2011 t/m 07-05-2011 | Hitnotering: 01-01-2011 t/m 07-05-2011 | Hitnotering: 01-01-2011 t/m 07-05-2011 | Hitnotering: 01-01-2011 t/m 07-05-2011 | Hitnotering: 01-01-2011 t/m 07-05-2011 | Hitnotering: 01-01-2011 t/m 07-05-2011 | Hitnotering: 01-01-2011 t/m 07-05-2011 | Hitnotering: 01-01-2011 t/m 07-05-2011 | Hitnotering: 01-01-2011 t/m 07-05-2011 | Hitnotering: 01-01-2011 t/m 07-05-2011 | Hitnotering: 01-01-2011 t/m 07-05-2011 | Hitnotering: 01-01-2011 t/m 07-05-2011 | Hitnotering: 01-01-2011 t/m 07-05-2011 | Hitnotering: 01-01-2011 t/m 07-05-2011 |
| Week:                                  | 1                                      | 2                                      | 3                                      | 4                                      | 5                                      | 6                                      | 7                                      | 8                                      | 9                                      | 10                                     | 11                                     | 12                                     | 13                                     | 14                                     | 15                                     | 16                                     | 17                                     | 18                                     | 19                                     |                                        |
| -------------------------------------- | -------------------------------------- | -------------------------------------- | -------------------------------------- | -------------------------------------- | -------------------------------------- | -------------------------------------- | -------------------------------------- | -------------------------------------- | -------------------------------------- | -------------------------------------- | -------------------------------------- | -------------------------------------- | -------------------------------------- | -------------------------------------- | -------------------------------------- | -------------------------------------- | -------------------------------------- | -------------------------------------- | -------------------------------------- | -------------------------------------- |
| Positie:                               | 52                                     | 51                                     | 49                                     | 57                                     | 52                                     | 41                                     | 35                                     | 31                                     | 36                                     | 41                                     | 38                                     | 48                                     | 60                                     | 54                                     | 62                                     | 60                                     | 66                                     | 65                                     | 84                                     | uit                                    |

### 3FM Mega Top 50
| Positie: | 19 | 16 | 23 | 22 | 15 | 8 | 10 | 6 | 8 | 17 | 8 | 23 | 13 | 20 | 8 | 44 | uit |